# ミラクル (miwaの曲)
「ミラクル」は、日本のシンガーソングライター・miwaの楽曲。11枚目のシングルとして、2013年4月24日にSony Music Recordsから発売。

## 解説
前作「ホイッスル〜君と過ごした日々〜」から約3か月後のリリースとなる2013年第2弾シングル。完全生産限定盤（CD+DVD）の1形態のみ。
C/W曲「カラ*フル〜MY STYLE ver.〜」は、前作「ホイッスル〜君と過ごした日々〜」のC/W曲「カラ*フル」の、アコースティックバージョンである。本人が出演する、ローリーズファームの店頭宣伝映像に起用された。

## 収録曲
全曲 作詞：miwa、編曲：NAOKI-T

### CD
1. ミラクル [4:40]
作曲：miwa・NAOKI-T
資生堂 SEA BREEZE CMソング
2. スマイル [4:24]
作曲：miwa
miwa×ペネロペ コラボレーションソング
絵本シリーズ『ペネロペ』とのコラボレーションとして、ペネロペのコマ撮りアニメーションのミュージックビデオが、楽曲と同時制作された。なお、これを絵本化したものが2018年5月に絵本「スマイル　ペネロペのおみまい」（岩崎書店、ISBN 9784265071715）として出版された[6]。
3. カラ*フル〜MY STYLE ver.〜 [4:19]
作曲：miwa
LOWRYS FARM “MY STYLE MY LOWRYS”春キャンペーンソング
4. ミラクル〜instrumental〜

### DVD
1. miwa before debut, 2007〜2010